# Mine de Kansanshi
 (mars 2025).
La mine de Kansanshi est une mine à ciel ouvert de cuivre située en Zambie dans la province Nord-Occidentale.